# Milano-Sanremo 1921
La Milano-Sanremo 1921, quattordicesima edizione della corsa, fu disputata il 3 aprile 1921, per un percorso totale di 286,5 km. Fu vinta dall'italiano Costante Girardengo, giunto al traguardo con il tempo di 9h30'00" alla media di 30,158 km/h davanti ai connazionali Giovanni Brunero e Giuseppe Azzini.
I ciclisti che partirono da Milano furono 71; coloro che tagliarono il traguardo a Sanremo furono 41.

## Ordine d'arrivo (Top 10)
| Pos. | Corridore           | Squadra         | Tempo    |
| ---- | ------------------- | --------------- | -------- |
| 1    | Costante Girardengo | Stucchi-Pirelli | 9h30'00" |
| 2    | Giovanni Brunero    | Bianchi-Salga   | s.t.     |
| 3    | Giuseppe Azzini     | Stucchi-Pirelli | a 3'30"  |
| 4    | Alfredo Sivocci     | Legnano-Pirelli | s.t.     |
| 5    | Ugo Agostoni        | Legnano-Pirelli | a 8'00"  |
| 6    | Henri Pélissier     | Bianchi-Dunlop  | s.t.     |
| 7    | Clemente Canepari   | Legnano-Pirelli | s.t.     |
| 8    | Gaetano Belloni     | Bianchi-Dunlop  | a 14'00" |
| 9    | Carlo Galetti       | Legnano-Pirelli | a 16'30" |
| 10   | Philippe Thys       | Stucchi-Pirelli | a 17'10" |